# Speocera piquira
Espèce
Speocera piquira est une espèce d'araignées aranéomorphes de la famille des Ochyroceratidae.

## Distribution
Cette espèce est endémique du Pará au Brésil,. Elle se rencontre à São Félix do Xingu, Canaã dos Carajás, Curionópolis et Parauapebas dans des grottes de la Serra dos Carajás.

## Description
Le mâle holotype mesure 1,1 mm et la femelle paratype 1,05 mm, les mâles mesurent de 1,1 à 1,3 mm et les femelles de 0,95 à 1,15 mm.

## Systématique et taxinomie
Cette espèce a été décrite par Brescovit, Zampaulo, Cizauskas et Pedroso en 2022.

## Publication originale
- Brescovit, Zampaulo, Cizauskas & Pedroso, 2022 : « Three new subterranean species of the genus Speocera (Araneae, Ochyroceratidae) from caves of the Carajás area in the state of Pará, Brazil. » Zootaxa, no 5169(2), p. 101-135.